# Fré
Fré, pseudoniem van Frederik Pas (Dendermonde, 29 mei 1973), is een Vlaams cartoonist die voornamelijk politieke spotprenten maakt. Hij studeerde rechten aan de KU Leuven. Pas publiceerde sinds 1992 rechts-conservatieve en Vlaams-nationalistische cartoons in verschillende bladen, zoals Ons Leven, Doorbraak, 't Pallieterke en t'Scheldt. Sinds 2004 is hij huistekenaar van de extreemrechtse politieke partij Vlaams Belang, waarvoor zijn zus Barbara Pas volksvertegenwoordiger is. In 2007 verscheen bij Uitgeverij Egmont zijn cartoonbundel Op pad met Verhofstadt, in 2009 de bundel De slaap van de rede, in 2013 Niet te koop in de boekhandel en in 2017 De angsthazen.
In 2020 brachten Fré en Pirana een bundel van satirische cartoons uit over de Vlaamse showbizz, Het Slager Festival.